# Klein Wanzleben
Klein Wanzleben là một đô thị ở huyện Börde thuộc bang Sachsen-Anhalt, nước Đức. Đô thị Klein Wanzleben có diện tích 24,45 km², dân số thời điểm ngày 31 tháng 12 năm 2006 là 2470 người.